# Vazner
Vazner, Vazenez, Vadženedž ali morda Venegbu bi lahko bil preddinastični egipčanski faraon, ki je vladal v Nilovi delti okoli ali pred letom 3100 pr. n. št. Omenjen je samo na Kamnu iz Palerma, kraljevem letopisu  5. dinastije (okoli 2500 – okoli 2350 pr. n. št.)   kot vladar Spodnjega Egipta.  Ker zanj ni nobenega drugega dokaza, bi lahko bil mitološki kralj, ki se je ohranil v ljudskem izročilu,  ali je celo popolnoma izmišljen